# سفارة السلفادور في واشنطن العاصمة
سفارة السلفادور في واشنطن العاصمة هي البعثة الدبلوماسية لجمهورية السلفادور لدى الولايات المتحدة . يقع في 1400 شارع السادس عشر شمال غرب ، واشنطن ، العاصمة في حي دوبونت سيركل . 
تدير السفارة أيضًا القنصليات العامة في بوسطن وشيكاغو ودالاس وهيوستن ولوس أنجلوس وميامي وسان فرانسيسكو وسانتا آنا وكاليفورنيا وسانتا آنا ومدينة نيويورك . 
السفير هو فرانسيسكو التشول .  وهو في نفس الوقت السفير غير المقيم في دولة بربادوس .

## روابط خارجية
- الموقع الرسمي نسخة محفوظة 4 أكتوبر 2017 على موقع واي باك مشين.
- ويكيمابيا